# Selección femenina de fútbol de Moldavia
La selección femenina de fútbol de Moldavia representa a Moldavia en las competiciones internacionales de fútbol femenino. Jugó su primer partido internacional el 10 de septiembre de 1990 contra la selección femenina de fútbol de Rumanía, partido que perdió Moldavia por cuatro goles a uno.
No ha participado aún en la Eurocopa Femenina.
Hasta el momento no ha logrado clasificarse para disputar la Copa Mundial Femenina de Fútbol, ni tampoco los juegos olímpicos.

## Estadísticas

### Copa Mundial Femenina de Fútbol
| Edición | Resultado                                             | Posición                                              | PJ                                                    | PG                                                    | PE                                                    | PP                                                    | GF                                                    | GC                                                    |
| ------- | ----------------------------------------------------- | ----------------------------------------------------- | ----------------------------------------------------- | ----------------------------------------------------- | ----------------------------------------------------- | ----------------------------------------------------- | ----------------------------------------------------- | ----------------------------------------------------- |
| 1991    | Formaba parte de la Unión Soviética, que no participó | Formaba parte de la Unión Soviética, que no participó | Formaba parte de la Unión Soviética, que no participó | Formaba parte de la Unión Soviética, que no participó | Formaba parte de la Unión Soviética, que no participó | Formaba parte de la Unión Soviética, que no participó | Formaba parte de la Unión Soviética, que no participó | Formaba parte de la Unión Soviética, que no participó |
| 1995    | No clasificó                                          | No clasificó                                          | No clasificó                                          | No clasificó                                          | No clasificó                                          | No clasificó                                          | No clasificó                                          | No clasificó                                          |
| 1999    | No clasificó                                          | No clasificó                                          | No clasificó                                          | No clasificó                                          | No clasificó                                          | No clasificó                                          | No clasificó                                          | No clasificó                                          |
| 2003    | No clasificó                                          | No clasificó                                          | No clasificó                                          | No clasificó                                          | No clasificó                                          | No clasificó                                          | No clasificó                                          | No clasificó                                          |
| 2007    | No clasificó                                          | No clasificó                                          | No clasificó                                          | No clasificó                                          | No clasificó                                          | No clasificó                                          | No clasificó                                          | No clasificó                                          |
| 2011    | No clasificó                                          | No clasificó                                          | No clasificó                                          | No clasificó                                          | No clasificó                                          | No clasificó                                          | No clasificó                                          | No clasificó                                          |
| 2015    | No clasificó                                          | No clasificó                                          | No clasificó                                          | No clasificó                                          | No clasificó                                          | No clasificó                                          | No clasificó                                          | No clasificó                                          |
| 2019    | No clasificó                                          | No clasificó                                          | No clasificó                                          | No clasificó                                          | No clasificó                                          | No clasificó                                          | No clasificó                                          | No clasificó                                          |
| 2023    | No clasificó                                          | No clasificó                                          | No clasificó                                          | No clasificó                                          | No clasificó                                          | No clasificó                                          | No clasificó                                          | No clasificó                                          |
| 2027    | Por disputarse                                        | Por disputarse                                        | Por disputarse                                        | Por disputarse                                        | Por disputarse                                        | Por disputarse                                        | Por disputarse                                        | Por disputarse                                        |
| Total   | 0/9                                                   | -                                                     | -                                                     | -                                                     | -                                                     | -                                                     | -                                                     | -                                                     |

### Eurocopa Femenina
| Edición | Resultado                                             | Posición                                              | PJ                                                    | PG                                                    | PE                                                    | PP                                                    | GF                                                    | GC                                                    |
| ------- | ----------------------------------------------------- | ----------------------------------------------------- | ----------------------------------------------------- | ----------------------------------------------------- | ----------------------------------------------------- | ----------------------------------------------------- | ----------------------------------------------------- | ----------------------------------------------------- |
| 1984    | Formaba parte de la Unión Soviética, que no participó | Formaba parte de la Unión Soviética, que no participó | Formaba parte de la Unión Soviética, que no participó | Formaba parte de la Unión Soviética, que no participó | Formaba parte de la Unión Soviética, que no participó | Formaba parte de la Unión Soviética, que no participó | Formaba parte de la Unión Soviética, que no participó | Formaba parte de la Unión Soviética, que no participó |
| 1987    | Formaba parte de la Unión Soviética, que no participó | Formaba parte de la Unión Soviética, que no participó | Formaba parte de la Unión Soviética, que no participó | Formaba parte de la Unión Soviética, que no participó | Formaba parte de la Unión Soviética, que no participó | Formaba parte de la Unión Soviética, que no participó | Formaba parte de la Unión Soviética, que no participó | Formaba parte de la Unión Soviética, que no participó |
| 1989    | Formaba parte de la Unión Soviética, que no participó | Formaba parte de la Unión Soviética, que no participó | Formaba parte de la Unión Soviética, que no participó | Formaba parte de la Unión Soviética, que no participó | Formaba parte de la Unión Soviética, que no participó | Formaba parte de la Unión Soviética, que no participó | Formaba parte de la Unión Soviética, que no participó | Formaba parte de la Unión Soviética, que no participó |
| 1991    | Formaba parte de la Unión Soviética, que no participó | Formaba parte de la Unión Soviética, que no participó | Formaba parte de la Unión Soviética, que no participó | Formaba parte de la Unión Soviética, que no participó | Formaba parte de la Unión Soviética, que no participó | Formaba parte de la Unión Soviética, que no participó | Formaba parte de la Unión Soviética, que no participó | Formaba parte de la Unión Soviética, que no participó |
| 1993    | No clasificó                                          | No clasificó                                          | No clasificó                                          | No clasificó                                          | No clasificó                                          | No clasificó                                          | No clasificó                                          | No clasificó                                          |
| 1995    | No clasificó                                          | No clasificó                                          | No clasificó                                          | No clasificó                                          | No clasificó                                          | No clasificó                                          | No clasificó                                          | No clasificó                                          |
| 1997    | No clasificó                                          | No clasificó                                          | No clasificó                                          | No clasificó                                          | No clasificó                                          | No clasificó                                          | No clasificó                                          | No clasificó                                          |
| 2001    | No clasificó                                          | No clasificó                                          | No clasificó                                          | No clasificó                                          | No clasificó                                          | No clasificó                                          | No clasificó                                          | No clasificó                                          |
| 2005    | No clasificó                                          | No clasificó                                          | No clasificó                                          | No clasificó                                          | No clasificó                                          | No clasificó                                          | No clasificó                                          | No clasificó                                          |
| 2009    | No clasificó                                          | No clasificó                                          | No clasificó                                          | No clasificó                                          | No clasificó                                          | No clasificó                                          | No clasificó                                          | No clasificó                                          |
| 2013    | No clasificó                                          | No clasificó                                          | No clasificó                                          | No clasificó                                          | No clasificó                                          | No clasificó                                          | No clasificó                                          | No clasificó                                          |
| 2017    | No clasificó                                          | No clasificó                                          | No clasificó                                          | No clasificó                                          | No clasificó                                          | No clasificó                                          | No clasificó                                          | No clasificó                                          |
| 2022    | No clasificó                                          | No clasificó                                          | No clasificó                                          | No clasificó                                          | No clasificó                                          | No clasificó                                          | No clasificó                                          | No clasificó                                          |
| 2025    | No clasificó                                          | No clasificó                                          | No clasificó                                          | No clasificó                                          | No clasificó                                          | No clasificó                                          | No clasificó                                          | No clasificó                                          |
| Total   | 0/14                                                  | -                                                     | -                                                     | -                                                     | -                                                     | -                                                     | -                                                     | -                                                     |

### Liga de Naciones Femenina de la UEFA
| Edición | L     | G     | Resultado    | PJ | PG | PE | PP | GF | GC |
| ------- | ----- | ----- | ------------ | -- | -- | -- | -- | -- | -- |
| 2023-24 | C     | 1     | Cuarto lugar | 6  | 0  | 3  | 3  | 4  | 12 |
| Total   | Total | Total | 1/1          | 6  | 0  | 3  | 3  | 4  | 12 |

## Últimos y próximos encuentros
Actualizado al último partido jugado el 16 de julio de 2024
| Fecha      | Ciudad           | Local               | Resultado | Visitante           | Competición                       |
| ---------- | ---------------- | ------------------- | --------- | ------------------- | --------------------------------- |
| 27-10-2023 | Jelgava          | Letonia             | 5:0       | Moldavia            | Liga de Naciones Femenina 2023-24 |
| 31-10-2023 | Chisináu         | Moldavia            | 3:3       | Letonia             | Liga de Naciones Femenina 2023-24 |
| 01-12-2023 | Chisináu         | Moldavia            | 0:0       | Malta               | Liga de Naciones Femenina 2023-24 |
| 05-12-2023 | Andorra la Vieja | Andorra             | 0:0       | Moldavia            | Liga de Naciones Femenina 2023-24 |
| 05-04-2024 | Liubliana        | Eslovenia           | 2:0       | Moldavia            | Clas. Eurocopa Femenina 2025      |
| 09-04-2024 | Chisináu         | Moldavia            | 0:1       | Letonia             | Clas. Eurocopa Femenina 2025      |
| 31-05-2024 | Skopie           | Macedonia del Norte | 1:1       | Moldavia            | Clas. Eurocopa Femenina 2025      |
| 04-06-2024 | Chisináu         | Moldavia            | 2:4       | Macedonia del Norte | Clas. Eurocopa Femenina 2025      |
| 12-07-2024 | Chisináu         | Moldavia            | 0:5       | Eslovenia           | Clas. Eurocopa Femenina 2025      |
| 16-07-2024 | Riga             | Letonia             | 2:1       | Moldavia            | Clas. Eurocopa Femenina 2025      |